# Мендель, Герман
Герман Мендель (нем. Hermann Mendel; 6 августа 1834, Галле — 26 октября 1876) — немецкий музыковед

.
На протяжении многих лет работал в берлинских музыкальных магазинах и издательствах, в том числе у Адольфа Мартина Шлезингера и в фирме Bote & Bock. В 1862 году открыл собственный магазин, но уже в 1868 году разорился. Опубликовал биографии Отто Николаи (1866) и Джакомо Мейербера (1868).
Основной труд жизни Менделя — начатый им в 1870 году музыкальный словарь (нем. Musikalisches Conversations-Lexikon). Ко времени смерти Менделя вышли шесть томов, за которыми последовали ещё пять, а затем в 1880—1887 годах вышло второе издание. Начиная со статей на букву «M» над словарём работал Август Райсман. Как отмечал Р. Айтнер, статьи о музыкантах прошлого в словаре Менделя в значительной степени заимствованы из устаревшего словаря Густава Шиллинга (1835—1838).
Мендель также составил сборник песен (нем. Deutsches Taschen-Liederbuch), пользовавшийся исключительной популярностью (93-е издание в 1917 году).